# À chacun son destin
Pour plus de détails, voir Fiche technique et Distribution.
À chacun son destin (To Each His Own) est un film américain réalisé par Mitchell Leisen, sorti en 1946.

## Synopsis
Pendant la seconde guerre mondiale à Londres, Joséphine Norris, quadragénaire, pense retrouver en la personne d'un jeune officier américain le fils qu'elle a abandonné en 1917.

## Fiche technique
- Titre : À chacun son destin
- Titre original : To each his own
- Réalisation : Mitchell Leisen
- Scénario : Charles Brackett, Jacques Théry, d'après une histoire de Charles Brackett
- Production : Charles Brackett pour Paramount Pictures
- Photographie : Daniel L. Fapp
- Effets spéciaux : Gordon Jennings, assisté notamment de Loyal Griggs (non crédité) et Devereaux Jennings (non crédité)
- Direction artistique : Hans Dreier et Roland Anderson
- Musique : Victor Young
- Décors : Sam Comer et James M. Walters
- Costumes : Edith Head
- Montage : Alma Macrorie
- Pays d'origine :  États-Unis
- Langue : anglais
- Distribution : Paramount Pictures
- Format : Noir et blanc
- Genre : Mélodrame
- Durée : 122 minutes
- Date de sortie : 1946
- Présentation à la presse en France : 28 octobre 1947
- Sortie à Paris : 5 novembre 1947
- Affiche : Boris Grinsson (France)

## Distribution
- Olivia de Havilland : Josephine Norris
- John Lund : Bart Cosgrove/Gregory Pearson
- Mary Anderson : Corinne Pearson
- Roland Culver : Lord Desham
- Phillip Terry : Alex Pearson
- Bill Goodwin : Mac Tilton
- Virginia Welles : Liz Lorimer
- Victoria Horne : Daisy Gingras
- Griff Barnett : M. Norris
- Alma Macrorie : Belle Ingram
- Bill Ward : Gregory enfant
- Doris Lloyd : Mlle Pringle
- Willard Robertson : Dr Hunt
- Mary Young : Mme Nix
- Arthur Loft : Bernadock Clinton

Actrices non créditées
- Mary MacLaren : Une infirmière
- Gigi Perreau : Virgie Ingham

## Autour du film
C’est Olivia de Havilland qui exigea Mitchell Leisen comme metteur en scène pour ce film. L’actrice avait déjà été dirigée par Leisen dans le film Par la porte d'or, également scénarisé par Charles Brackett en collaboration avec Billy Wilder. Ce superbe mélodrame avait valu à Olivia de Havilland, en 1941, sa première nomination aux Oscars, mais elle avait alors été supplantée par sa propre sœur Joan Fontaine, récompensée pour son rôle dans Soupçons.
Olivia de Havilland précisa que le réalisateur entreprit le film à contre-cœur mais déclara : « Vers la fin de la deuxième semaine de tournage, j’ai vu qu’il commençait à s’enthousiasmer… À la fin de la semaine suivante, son enthousiasme n’avait plus de bornes. »
En effet, Leisen était assez réticent à réaliser ce film trouvant que le sujet était trop mélodramatique et rappelait les films d’avant-guerre et notamment ceux de John M. Stahl. Ultime collaboration de Leisen avec Brackett, le réalisateur eut des dissensions avec lui à propos du script, et son revirement envers le film tint sans doute qu’ayant refusé le scénario original et après bien des dissensions avec Brackett, il collabora considérablement au remaniement de l’histoire. Par exemple, au lieu de la fin originelle du film où Joséphine expliquait longuement à son fils les raisons de ses choix, il fit écrire une fin plus élégante et plus retenue sans besoins d’explications, le fils comprenant qu’il se retrouve devant sa mère, lui disant simplement « Je crois que c’est notre danse, mère. »

## Critiques
- « Quintessence du mélodrame larmoyant sur le thème éprouvé du sacrifice et des souffrances d’une mère célibataire dont l’enfant, adopté, grandit sans la connaître et ne la rencontre que lorsqu’il est devenu adulte. À chacun son destin est un des sommets du genre qu’il transcende en dépassant les stéréotypes moraux et sociaux dont il se nourrit. Le personnage incarné – avec une grande délicatesse – par Olivia de Havilland est nettement plus convaincant et émouvant que la plupart des mères douloureuses du répertoire (Madame X en est le prototype) parce qu’il échappe, justement par la complexité de son évolution psychologique, au cours de vingt-cinq années, aux normes rigoureusement programmées de ce répertoire. »[1]

## Récompenses

### Oscars
À chacun son destin a reçu deux nominations et remporta 1 Oscar : 
- Meilleure actrice  : Olivia de Havilland